# پرستون، هرتفوردشر

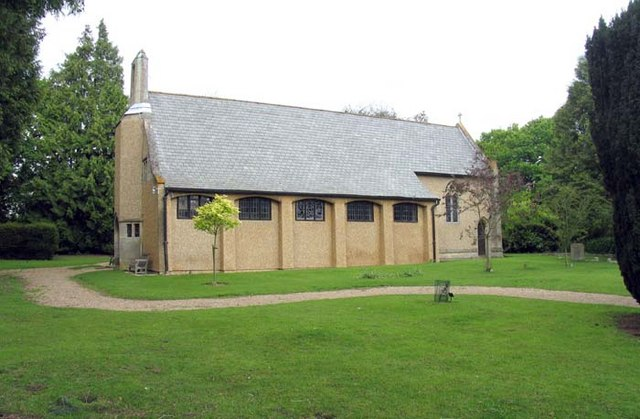

پرستون، هرتفوردشر (انگلیسی: Preston, Hertfordshire) یک روستای کوچک در ۴٫۸ کیلومتری هرتفوردشر، انگلستان است.